# Móric Esterházy (1881–1960)
Moritz (Móric) Esterházy-Fraknó de Galantha, född 27 april 1881 i Majk, död 28 juni 1960 i Wien, var en ungersk greve och politiker. Han var sonson till Móric Esterházy (1807–1890) och farfar till Péter Esterházy.
Esterházy var medlem av den ungerska representantkammaren från 1906 och juni–augusti 1917 ungersk ministerpresident.